# Important Things with Demetri Martin
Important Things with Demetri Martin es un programa de sketches y variedad que salió al aire en Comedy Central, protagonizada por el comediante Demetri Martin. Cada episodio examina un solo tema, "la cosa importante", como el tiempo, el poder, el espacio y el dinero. Todos los dibujos, viñetas cortas, segmentos animados, comedia de apoyo, comedia musical y comedia stand-up son relacionados con el tema del episodio. El show fue producido por Busboy Productions.
- Datos: Q6007428